# جيم تاونسند
جيم تاونسند (بالإنجليزية: Jim Townsend)‏ هو لاعب كرة قدم بريطاني في مركز الوسط، ولد في 2 فبراير 1945 في غرينوك في المملكة المتحدة. لعب مع سانت جونستون ونادي غرينوك مورتون ونادي ميدلزبره وهارت أوف ميدلوثيان.